# Čap (rybníkářství)
Čap (resp. čapový kolík) nebo čep je zařízení pro vypouštění rybníka, které se používalo hlavně v minulosti (v současné době se používá většinou požerák).
Celé zařízení se skládá z vodorovně uložené dřevěné trubky, která je položena na dně rybníka v jeho nejnižším bodě. Do této trubky je jako zátka svisle shora zaražena kuželovitá dřevěná zátka, zvaná čep nebo čap, upevněná na dlouhém táhlu, aby mohla být ovládána přímo
z hráze nebo z vazby. Když byla vytažena, voda mohla trubkou odtékat. Menší trouby se místo čepem uzavíraly pokličkami. Čep obstupovala a chránila „hranice“ ze tří nebo čtyř kůlů zaberaněných do dna a nahoře sroubených, k ní vedla z hráze lávka. Vstup do trouby chránilo laťkové brlení.

## Název
Čap je jihozápadočeská nářeční modifikace slova čep; na obdobném území se např. slova čelo a kačer vyskytovala v podobách čalo a kačar. Předpokládá se, že obě podoby slova (čep i čap) existovaly vedle sebe již v praslovanštině, na českém území se však podoba „čap“ rozvíjela z podoby „čep“. V několika málo lokalitách bylo zaznamenáno významové rozlišení (čep v sudu, čap v rybníku), např. na Chodsku je podoba „čap“ používaná i pro strojní součást („kolo se votáčí na čapu“) nebo dřevěný spojovací kolík („dřevo v čapu drží lepčí, než di se přibjíje“).
Po čapu byl pojmenován[zdroj?] geologický útvar zvaný Čap (čapská palice je vodorovný skalní výběžek se svislým útvarem na konci).